# Bay Street (Nassau)
Pour les articles homonymes, voir Bay Street.
Bay Street est la principale rue commerçante de Nassau, aux Bahamas,.